# پروتکل سوم

نقشه ای که وضعیت فعلی پروتکل را براساس کشور از ژوئیه سال ۲۰۲۰ نشان می‌دهد:
احزاب دولتی (۷۷)
امضاءکنندگان دولتی (۲۱)
هیچ‌کدام

نشان کریستال سرخ، مورد تأیید کشورهای عضو پروتکل سوم کنوانسیون‌های ژنو

پروتکل سوم، پروتکل اصلاحی سال ۲۰۰۵ به کنوانسیون‌های ژنو در رابطه با تصویب یک نشان مشخص افزوده‌است. براساس این پروتکل، در زمان جنگ پرسنل پزشکی و مذهبی می‌توانند به جای نمادهای سنتی صلیب سرخ یا هلال احمر، علامت حفاظتی کریستال سرخ را در معرض نمایش بگذارند. افرادی که هر یک از این علائم حفاظتی را به نمایش می‌گذارند در حال انجام خدمات بشردوستانه هستند و باید توسط همه طرف‌های درگیر محافظت شوند.

## تاریخچه
در اواسط قرن نوزدهم، جنگ مدرن به‌طور فزاینده‌ای روند بی‌تفاوتی گرفته بود. غیرمعمول نبود که یک پزشک رزمی در میدان نبرد مورد هدف قرار گرفته و هنگام جمع‌آوری و مراقبت از مجروحان جان خود را از دست بدهد. لزوم تشخیص کارکنان پزشکی از رزمنده برای سهولت کار فرماندهان نظامی در حفاظت از آنها هر چه بیشتر آشکار شد. اما اینکه هر کشوری خودش اقدام به ایجاد یک علامت حفاظتی نماید منجر به سردرگمی می‌شود. آنچه برای نجات جان افراد مورد نیاز بود یک نشان بی‌طرف بود که همه کشورها به‌طور مساوی آن را شناخته و مورد استفاده قرار دادند.
کنوانسیون ۱۸۶۴ ژنو مقرر کرده‌است که پرسنل پزشکی در میدان نبرد می‌باید یک علامت مشخص را به عنوان نشانه‌ای از مأموریت بشردوستانه و وضعیت بی‌طرف خود پوشیده و مورد استفاده قرار دهد. در آن زمان، نماد انتخاب شده یک صلیب سرخ روی زمینه سفید بود. ملت‌های مسلمان به دلیل شباهت آن به صلیب مسیحیان به این نماد اعتراض کردند. از اوایل سال ۱۸۷۶، امپراتوری عثمانی هلال احمر را که کمتر حالت مسیحی داشت به عنوان آرم جایگزین معرفی کرد. آرم‌های دیگری از جمله شیر و خورشید سرخ، و همچنین نشان دوگانه (هم صلیب سرخ و هم هلال قرمز با هم) توسط انجمن صلیب سرخ اریتره و سپر قرمز داوود توسط مگن دیوید آدوم اسرائیلی. پیشنهاد شد.
با گذشت زمان، تصویب یک نشان جهانی واحد با دو مشکل تکراری روبرو شده‌است:
- ممکن است این موارد دارای مفاهیم مذهبی، فرهنگی یا سیاسی باشند. این تصور با وضعیت خنثی و بشردوستانه پرسنل پزشکی، در درگیری‌های مسلحانه، در تعارض است.
- این نشان‌ها به عضویت در جوامع ملی گره خورده‌است. اعضا می‌بایست از نشان صلیب سرخ یا هلال احمر استفاده کنند. از آنجایی که مگن دیوید آدوم مایل نبود از سپر قرمز داوود خود دست بردارد، به آنها عضویت اعطا نشد. بدون عضویت، بنا بر کنوانسیون ژنو آنها واجد برای بعضی حمایت‌ها واجد شرایط نبودند.

در سال ۲۰۰۵، سرانجام یک هیئت بین‌المللی با تصویب پروتکل ۳ به یک راه حل جامع برای این مشکلات دست یافت. ستاره داوود سرخ از حمایت‌هایی تحت کنوانسیون ژنو برخوردار شد به شرطی که کریستال سرخ را در حین درگیری‌های بین‌المللی به نمایش بگذارد. از ژوئیه سال ۲۰۲۰، پروتکل III توسط ۷۸ کشور تصدیق یا پذیرفته شده و توسط ۲۰ کشور دیگر امضا شده‌است.این پیمان از ۱۴ ژانویه ۲۰۰۷ لازم الاجرا شد.

## قوانین حاکم

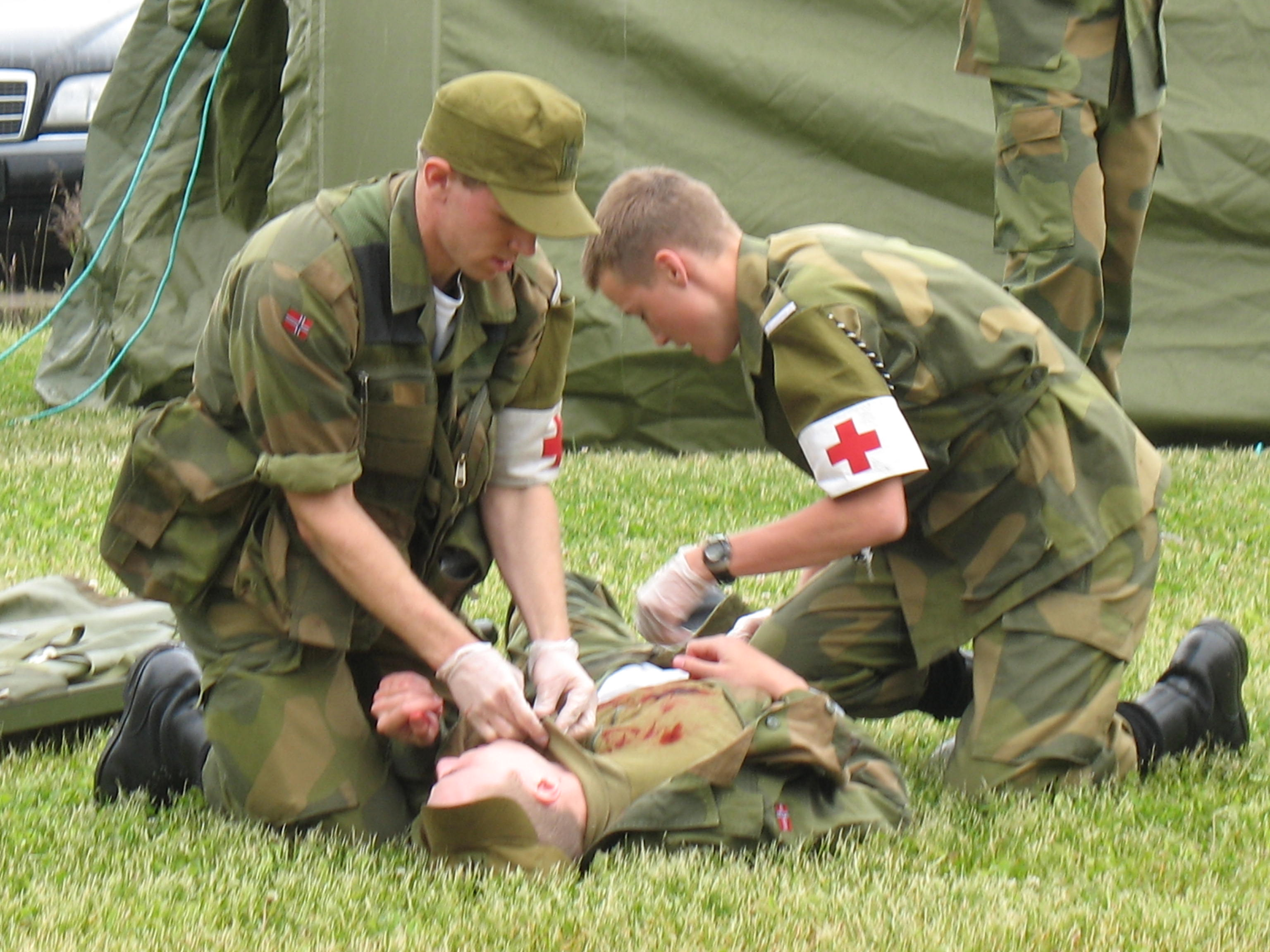
پزشکان نروژی که از نشان محافظتی استفاده می‌کنند

ماده ۲ این پروتکل مختصر یک نشان متمایز اضافی، کریستال سرخ، را به رسمیت می‌شناسد که می‌تواند علاوه بر علائم صلیب سرخ و هلال احمر، و برای اهداف مشابه، مورد استفاده قرار گیرد. هر سه نشان دارای وضعیت قانونی یکسانی هستند.
دو کاربرد مشخص وجود دارد که برای هر سه نشان شناخته شده‌است:
- استفاده محافظتی ـ پرسنل پزشکی و مذهبی ممکن است خود، وسایل نقلیه، کشتی‌ها و ساختمان‌هایشان را به عنوان نشانه‌ای از مأموریت بشردوستانه و وضعیت محافظت شده خود تحت کنوانسیون ژنو، به ویژه کنوانسیون اول ژنو، علامت گذاری کنند. حمایت از کنوانسیون ژنو به پوشیدن نشان بستگی ندارد.
- کاربرد شاخص ـ اعضای جنبش ممکن است نشانه‌ها را در دو زمان درگیری یا زمان صلح به عنوان نشانه‌ای از عضویت خود بپوشند. بازوبندها صرفاً نشانه‌ای قابل مشاهده از وضعیت محافظت شده افراد است. اعضای نیروهای مسلح ممکن است همیشه از این علائم استفاده کنند. موسسات غیرنظامی مانند بیمارستانها ممکن است در چارچوب درگیری مسلحانه به‌طور موقت از این علائم استفاده کنند.

حقوق بین‌الملل سوءاستفاده از این علائم را ممنوع کرده‌است. سوءاستفاده ممکن است از ارزش محافظتی آنها بکاهد و کارایی کارگران خدمات انسان‌دوستانه را تضعیف کند. استفاده از یکی از این علائم برای محافظت از رزمندگان و تجهیزات نظامی به قصد گمراه کردن طرف دیگر، خیانت است و جنایت جنگی محسوب می‌شود.